# پروستاگلاندین E2
پروستاگلاندین E2 (انگلیسی: Prostaglandin E2) (PGE2)، همچنین به عنوان دینوپروستون شناخته می‌شود، یک پروستاگلاندین طبیعی با خاصیت اکسی‌توسیک است که به عنوان دارو استفاده می‌شود. دینوپروستون در القای زایمان، خونریزی پس از زایمان، ختم بارداری و در نوزادان تازه متولد شده برای باز نگه داشتن مجرای شریانی استفاده می‌شود. در نوزادان در افرادی که دارای نقص مادرزادی قلب هستند تا زمانی که جراحی انجام شود استفاده می شود. همچنین برای مدیریت بیماری تروفوبلاستیک حاملگی استفاده می‌شود. ممکن است در داخل واژن یا با تزریق در ورید است.
سنتز PGE2 در بدن با فعال شدن آراشیدونیک اسید (AA) توسط آنزیم فسفولیپاز A2 آغاز می شود.  پس از فعال شدن، AA توسط آنزیم‌های سیکلواکسیژناز (COX) اکسیژن می‌شود تا اندوپروکسیدهای پروستاگلاندین تشکیل شود. به طور خاص، پروستاگلاندین G2 (PGG2) توسط قسمت پراکسیداز آنزیم COX برای تولید پروستاگلاندین H2 (PGH2) اصلاح می‌شود که سپس به PGE2 تبدیل می‌شود.
عوارض جانبی رایج PGE2 شامل تهوع، استفراغ، اسهال، تب و انقباض بیش از حد رحم است. در نوزادان ممکن است تنفس کاهش یافته و فشار خون پایین باشد. در افراد مبتلا به آسم یا گلوکوم باید احتیاط کرد و در افرادی که قبلا سزارین شده اند توصیه نمی‌شود. با اتصال و فعال کردن گیرنده پروستاگلاندین E2 که منجر به باز شدن و نرم شدن دهانه رحم و گشاد شدن رگ‌های خونی می‌شود.